# Кюммерницталь
Кюммерницталь (нем. Kümmernitztal) — община в Германии, в земле Бранденбург.
Входит в состав района Пригниц. Подчиняется управлению Майенбург.  Население составляет 368 человек (на 31 декабря 2010 года). Занимает площадь 20,21 км².
| Год  | Население |
| ---- | --------- |
| 2005 | 411       |
| 2010 | 379       |